# تقدیس شام آخر
تقدیس شام آخر (انگلیسی: The Sacrament of the Last Supper) یک نقاشی از سالوادور دالی است که در سال ۱۹۵۵ پس از نه ماه کار به پایان رسید و تا به امروز یکی از محبوب‌ترین آثار این نقاش است. این اثر پس از نمایش در نگارخانه ملی هنر آمریکا در ۱۹۵۵ جای دختری با یک آب‌پاش پیر آگوست رنوآر را به عنوان محبوب‌ترین اثر در این موزه گرفت.
این اثر سیزده شخصیت (عیسی و ۱۲ حواریون او) به دور یک میز را به تصویر می‌کشد و دوازده‌وجهی خالی‌ای (که نماد «خدا» است) بر فراز ایشان قرار دارد.